# Rudolf Noack
Rudolf Noack (Harburg, 1913. március 30. – Szovjetunió, 1947. június 30. körül) világbajnoki bronzérmes német labdarúgó, csatár.

## Pályafutása

### Klubcsapatban
A Herta 09 Harburg, majd Rasensport Harburg csapataiban kezdte a labdarúgást. 1931-ben az SV Harburg együttesében mutatkozott be a felnőttek között. 1931 és 1945 között a Hamburger SV labdarúgója volt. A második világháború kezdetétől egyre ritkában szerepelt a hamburgi csapatban. 1943-ban, mint vendég játékos a Vienna Wien csapatában szerepelt és tagja volt az 1943-as német kupagyőztes csapatnak. Szovjet hadifogságba került és 1947. június 30. körül hunyt el a Szovjetunióban.

### A válogatottban
1934 és 1937 között három alkalommal szerepelt a német válogatottban és egy gólt szerzett. Részt vett az 1934-es olaszországi világbajnokságon, ahol bronzérmet szerzett a csapattal.

## Sikerei, díjai
Németország
- Világbajnokság
  - bronzérmes: 1934, Olaszország

 Vienna Wien
- Német kupa (Tschammerpokal)
  - győztes: 1943